# Waldhof (Mannheim)
Waldhof ist ein Stadtteil von Mannheim im Rhein-Neckar-Dreieck. Er ist in die Stadtteile Waldhof-West und Waldhof-Ost unterteilt und bildet zusammen mit den Stadtteilen Luzenberg und Gartenstadt den gleichnamigen Stadtbezirk Waldhof. Der Stadtteil ist vor allem als traditionelles Arbeiterviertel bekannt sowie für seinen Fußballverein SV Waldhof Mannheim, der in den 1980er Jahren in der Fußball-Bundesliga spielte.

## Geographie
Waldhof liegt im Norden Mannheims. Angrenzende Stadtbezirke sind Käfertal, Neckarstadt-Ost, Neckarstadt-West, Sandhofen und Schönau. Im Nordosten liegt das hessische Viernheim (Landkreis Bergstraße).

## Geschichte

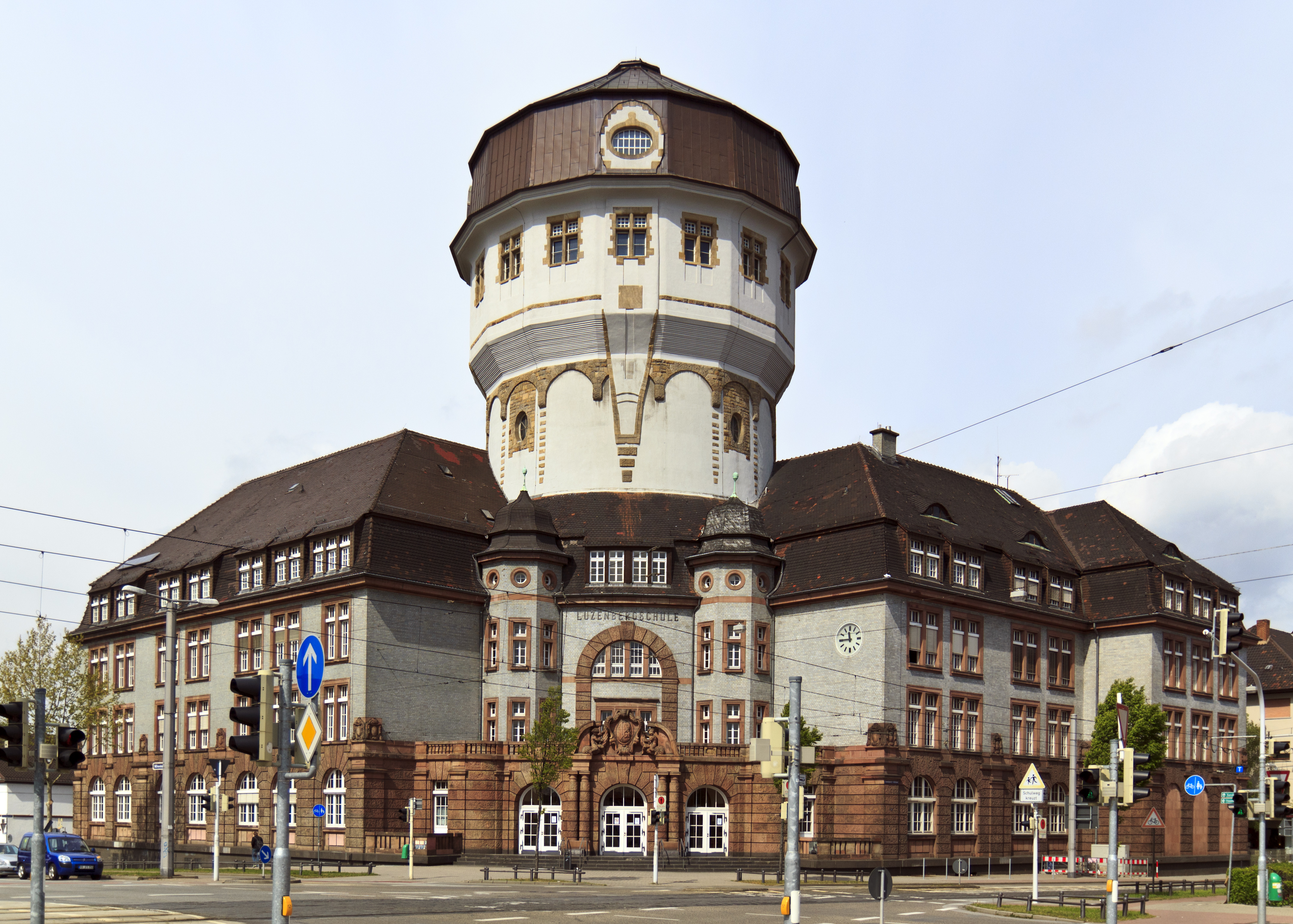
Die Luzenbergschule, um den Wasserturm Luzenberg herum gebaut

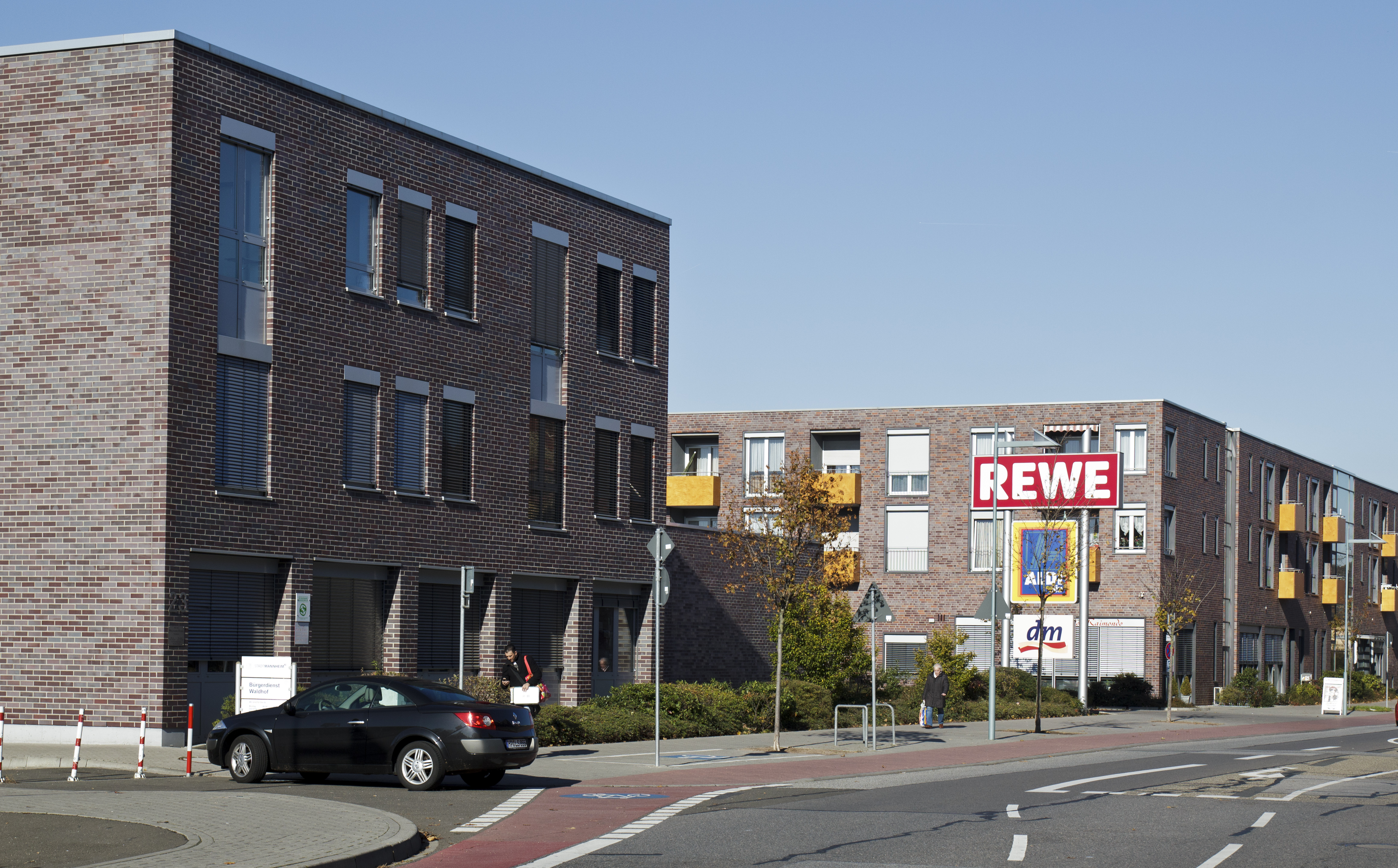
Die neue Mitte Waldhofs am Taunusplatz

Auf Käfertaler Gemarkung lässt sich die Siedlung Hutzelberg (Luzenberg) nachweisen. Der Waldhof wurde im frühen 19. Jahrhundert gegründet, verschwand aber wegen des unfruchtbaren Bodens rasch wieder von der Landkarte. Auf seinen Namen nahm die von St. Gobain 1853 gegründete Spiegelmanufaktur Waldhof Bezug, die hier neben der Fabrik auch die Spiegelkolonie, eine der ältesten Arbeiterwohnsiedlungen in Deutschland, anlegen ließ. 1882 wurde Luzenberg zu Mannheim eingemeindet. 1885 erfolgte die Gründung der Zellstofffabrik Waldhof. Mit der fortschreitenden Industrialisierung ging ein rasches Bevölkerungswachstum einher. 1897 kam Waldhof zusammen mit der Muttergemeinde Käfertal zur Stadt Mannheim.
1908 wurde die Benz-Fabrik nach Waldhof verlegt. 1910 gründete man die Gartenstadt-Genossenschaft Mannheim, die 1912 begann, nach dem Vorbild der Gartenstadtbewegung im neuen Stadtteil Gartenstadt Siedlungshäuser zu bauen. Nach dem Zweiten Weltkrieg wurde das Wohngebiet Waldhof-Ost erschlossen.
Im Juni 2020 kündigte die Firma St. Gobain an, die Produktion in Mannheim spätestens Mitte 2021 einzustellen, da sich der Standort mangels Nachfrage nach dem dort produzierten Glas nicht mehr wirtschaftlich betreiben lasse. Schließlich wurde die Produktion in Mannheim bereits zum Jahresende 2020 eingestellt.

## Politik, Verwaltung
Nach der Hauptsatzung der Stadt Mannheim hat der Stadtbezirk einen Bezirksbeirat, dem 12 dort wohnende Bürger angehören, die der Gemeinderat entsprechend dem Abstimmungsergebnis der Gemeinderatswahl bestellt. Sie sind zu wichtigen Angelegenheiten, die den Stadtbezirk betreffen, zu hören und beraten die örtliche Verwaltung sowie Ausschüsse des Gemeinderats.
| Partei           | 2019 | 2014 | 2009 | 2004 | 1999 | 1994 |
| ---------------- | ---- | ---- | ---- | ---- | ---- | ---- |
| SPD              | 4    | 4    | 7    | 6    | 6    | 4    |
| GRÜNE            | 2    | 1    | 1    | 1    | 0    | 1    |
| CDU              | 2    | 3    | 4    | 4    | 6    | 6    |
| Mannheimer Liste | 1    | 2    | 0    | 1    | 0    | 0    |
| Die Linke        | 1    | 1    | 0    | 0    | 0    | 0    |
| AfD              | 2    | 1    | 0    | 0    | 0    | 0    |

Als einer der elf äußeren Stadtbezirke besitzt Waldhof ein Gemeindesekretariat, dem örtliche Verwaltungsaufgaben obliegen.

## Kultur und Sehenswürdigkeiten

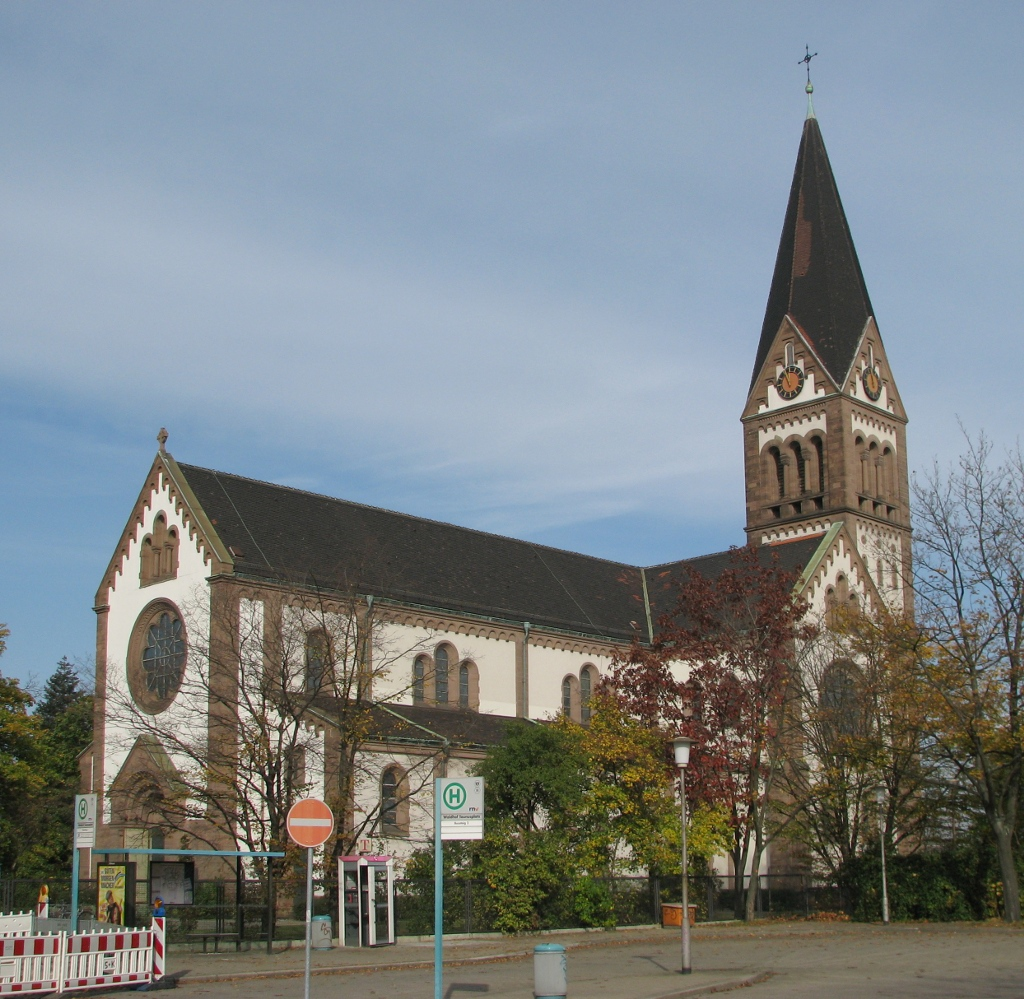
St. Franziskus

### Kirchen
Im „alten“ Waldhof befindet sich die 1907 von Ludwig Maier errichtete, katholische Kirche St. Franziskus. Aus demselben Jahr stammt die evangelische Pauluskirche von Hermann Behaghel, die heute als Jugendkirche genutzt wird. Mit der 1966 von Helmut Striffler fertiggestellten Gethsemanekirche, befindet sich eine weitere evangelische Kirche in Waldhof-Ost.
Die ursprünglich katholische Kreuzerhöhungskirche in Luzenberg wird heute von der griechisch-orthodoxen Kirche genutzt.

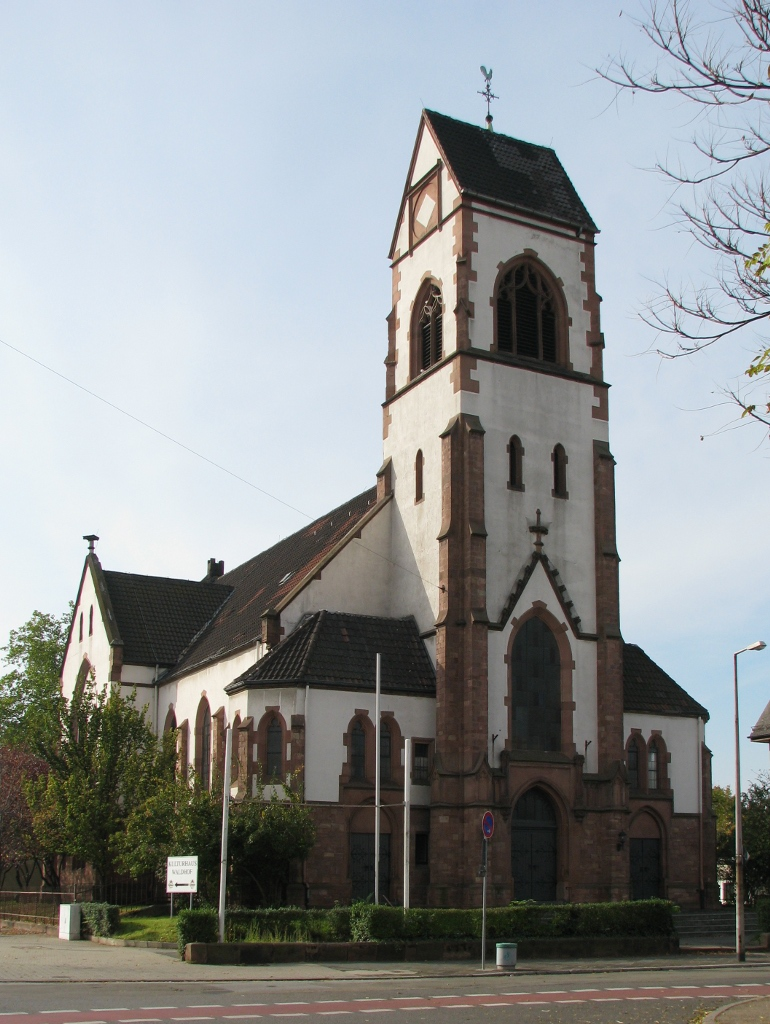
Pauluskirche
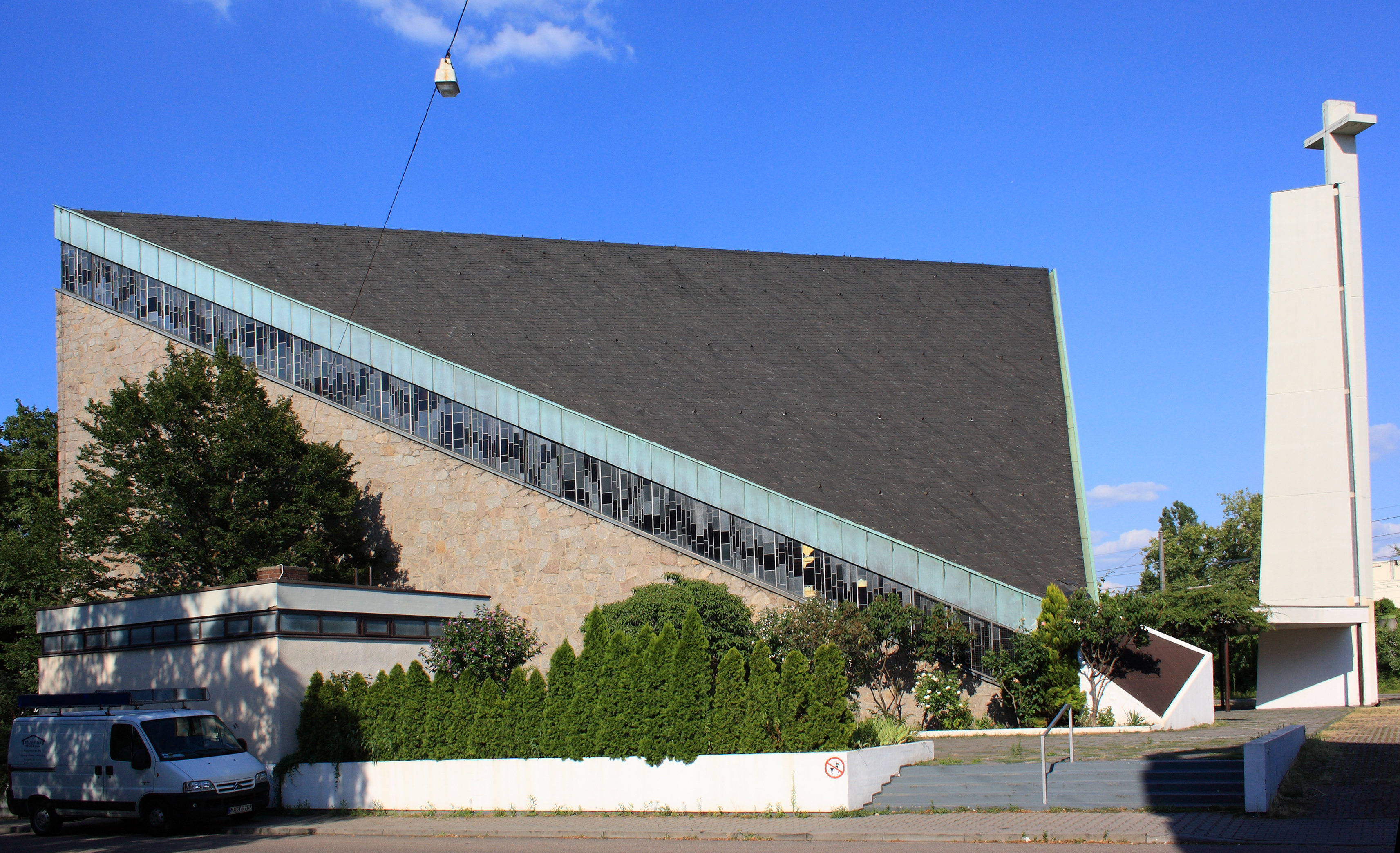
Kreuzerhöhungskirche

### Sport
Auf dem Waldhof sind der ehemalige Fußballbundesligist SV Waldhof Mannheim, dessen Geschäftsstelle und Trainingsflächen sich in der Gartenstadt befinden, sowie der traditionsreiche TV 1877 Waldhof zu Hause. Im Stadtteil gelegen ist ebenfalls das Seppl-Herberger-Stadion, ehemalige Spielstätte des SV Waldhof Mannheim 07 in der zweiten Bundesliga.

### Freizeit
In Waldhof-Ost befindet sich ein Hallenbad, in der Gartenstadt ein Freiluftschwimmbad (Carl-Benz-Bad). Der Kulturverein Waldhof e. V. ist Betreiber des Kulturhauses Waldhof, welches sich direkt hinter der Paulus-Kirche (jetzige Jugendkirche) befindet. Der Kulturverein Waldhof ist Organisator verschiedener kultureller und bürgerschaftlicher Veranstaltungen.

## Wirtschaft und Infrastruktur

### Wirtschaft
Im Süden Waldhofs liegt das Mercedes-Benz-Werk Mannheim der Daimler AG, in dem rund 8.500 Mitarbeiter beschäftigt sind.

Das Unternehmen Bopp & Reuther oHG, heute VAG Armaturen, zog nach seiner Gründung in der Neckarstadt 1897 auf den Waldhof um und hat dort noch heute seinen Hauptsitz. Bopp & Reuther baute eigens für seine Mitarbeiter Wohnungen und Einfamilienhäuser in direkter Nähe zum Werk.

Die Bauhaus AG, die in Mannheim gegründet wurde und bis heute ihren Deutschland-Sitz im Mannheimer Wohlgelegen hat, betreibt einen großen Baumarkt auf einem von Bopp & Reuther abgetretenen Gelände.

Roche Diagnostics (138 Jahre lang bekannt als Boehringer Mannheim) wurde 1997 vom Schweizer Pharma-Riesen für elf Milliarden Franken gekauft – die bis dahin größte Investition eines ausländischen Unternehmens in Deutschland. Mit seinen rund 7.000 Mitarbeitern ist es das zweitgrößte Unternehmen auf dem Waldhof.

In Waldhof-Ost siedelten sich in einem neu erbauten Einkaufszentrum – ebenfalls auf dem ehemaligen Bopp & Reuther-Gelände – Aldi, die Rewe Group und die Drogeriekette dm an. Im Speckweg kam eine Filiale von Lidl hinzu. Eine Folge dieser Neuansiedlungen war eine starke Entwertung des alten Einkaufszentrums Waldhof-Ost. Eine Wiederbelebung dieses Zentrums blieb seit Jahren erfolglos.

### Verkehr
Die zum Stadtbezirk gehörenden Stadtteile Waldhof-West und Waldhof-Ost, Gartenstadt und Luzenberg werden von Straßenbahnen und Bussen der RNV bedient. Der Bahnhof Mannheim-Waldhof liegt an der Riedbahn und wird von Regionalbahnen und Regional-Express-Zügen angefahren. Mit der Inbetriebnahme der neuen Strecke der „Stadtbahn Mannheim Nord“ 2015/2016 schließt sich auch für den Waldhof eine Lücke im Mannheimer Stadtbahnnetz.
Der Bahnhof soll modernisiert werden. Die Planung dazu wurde noch nicht aufgenommen (Stand: Juni 2013).
An den Straßenfernverkehr ist der Waldhof über die Bundesstraße 44 nach Norden mit Groß-Gerau und Frankfurt, sowie nach Süden mit dem Zentrum Mannheims verbunden. Über die mittlerweile vierspurig ausgebaute Waldstraße (Landesstraße 597) ist von Waldhof aus die Bundesstraße 38 zum Autobahnkreuz Viernheim mit den Autobahnen A 6 und A 659 schnell erreichbar.

### Medien
Als eigenständiges Medium wird das Gartenstadt-Journal monatlich vom Bürgerverein Gartenstadt herausgegeben und kostenlos an alle Haushalte in der Gartenstadt und Waldhof verteilt.

## Persönlichkeiten

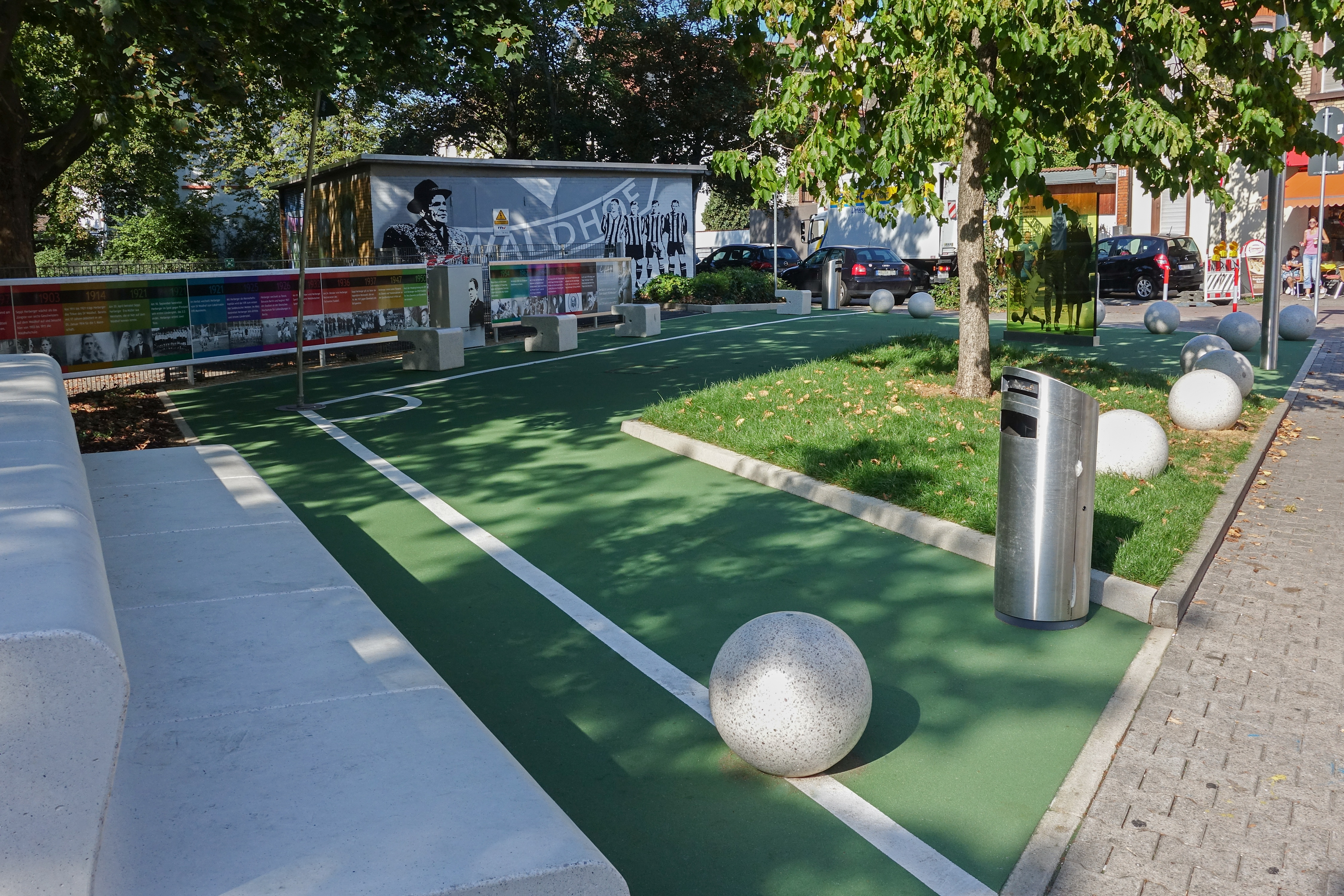
Seppl-Herberger-Platz

- Sepp Herberger (1897–1977), Fußball-Weltmeister 1954 (DFB-Bundestrainer)
- Otto Siffling (1912–1939), Fußballnationalspieler
- Walter Spagerer (1918–2016), Politiker und Fußballfunktionär
- Herbert Mies (1929–2017), Politiker
- Günter Sebert (* 1948), Fußballspieler
- Charles „Charly“ Graf (* 1951), Boxer
- Uwe Ochsenknecht (* 1956), Schauspieler
- Bülent Ceylan (* 1976), Comedian
- Pal One (* 1978 als Stefan Balogh), Rapper